# Lista najwyższych kościołów
Lista najwyższych kościołów
Od 1311, kiedy iglica katedry w Lincoln przewyższyła Piramidę Cheopsa, kościoły były najwyższymi budowlami na świecie aż do 1884, kiedy zbudowano Pomnik Waszyngtona. Poniższa lista obejmuje, ze względów praktycznych, tylko wieże kościelne o wysokości 100 m i więcej.

## Najwyższe kościoły
| Wysokość | Nazwa                                          | Rok ukończenia budowy | Miasto               | Kraj                     | Dodatkowe informacje | Zdjęcie |
| -------- | ---------------------------------------------- | --------------------- | -------------------- | ------------------------ | --- | ------- |
| 161,53 m | Katedra w Ulm                                  | 1890                  | Ulm                  | Niemcy                   | posiada najwyższą wieżę kościelną na świecie, najwyższy kościół na świecie, ewangelicki.                                        |         |
| 158,00 m | Bazylika Matki Boskiej Królowej Pokoju         | 1988                  | Jamusukro            | Wybrzeże Kości Słoniowej | największy kościół na świecie; najwyższy nakryty kopułą kościół świata, najwyższy katolicki kościół na świecie                  |         |
| 157,38 m | Katedra w Kolonii                              | 1880                  | Kolonia              | Niemcy                   | w latach 1880–1884 najwyższa budowla na świecie; największy gotycki kościół w Niemczech; najwyższa katolicka katedra na świecie |         |
| 151,00 m | Katedra w Rouen                                | 1876                  | Rouen                | Francja                  | w latach 1876–1880 najwyższy budynek na świecie; najwyższy kościół we Francji; najwyższa wieża żeliwna na świecie               |         |
| 147,88 m | Kościół św. Mikołaja                           | 1874                  | Hamburg              | Niemcy                   | w latach 1874–1876 najwyższy budynek na świecie; wieża jest pozostałością kościoła zniszczonego w bombardowaniu w 1943          |         |
| 142,00 m | Katedra Najświętszej Marii Panny               | 1439                  | Strasburg            | Francja                  | w latach 1625–1874 najwyższy budynek na świecie, najwyższy XV-wieczny budynek na świecie                                        |         |
| 141,50 m | Bazylika Najświętszej Maryi Panny Licheńskiej  | 2004                  | Licheń Stary         | Polska                   | najwyższa wieża i kościół w Polsce                                                                                              |         |
| 137,00 m | Katedra św. Szczepana                          | 1570                  | Wiedeń               | Austria                  | najwyższy kościół w Austrii, najwyższy XVI-wieczny budynek na świecie                                                           |         |
| 134,80 m | Nowa Katedra                                   | 1924                  | Linz                 | Austria                  | |         |
| 133,30 m | Bazylika św. Piotra                            | 1590                  | Watykan              | Watykan                  | największy kościół na świecie do 1989, najwyższa kopuła od 1590, najwyższy budynek renesansowy na świecie                       |         |
| 132,20 m | Kościół św. Piotra                             | 1878                  | Hamburg              | Niemcy                   | |         |
| 132,14 m | Kościół św. Michała                            | 1786                  | Hamburg              | Niemcy                   | najwyższy XVIII-wieczny kościół na świecie                                                                                      |         |
| 130,60 m | Kościół św. Marcina                            | 1500                  | Landshut             | Niemcy                   | najwyższa wieża ceglana na świecie                                                                                              |         |
| 126,00 m | Bazylika San Gaudenzio                         | 1878                  | Novara               | Włochy                   | najwyższy kościół we Włoszech – wysokość dotyczy kopuły                                                                         |         |
| 125,00 m | Kościół św. Jakuba                             | 1962                  | Hamburg              | Niemcy                   | |         |
| 124,95 m | Kościół Mariacki                               | 1350                  | Lubeka               | Niemcy                   | |         |
| 124,00 m | Katedra w Maringá                              | 1972                  | Maringá              | Brazylia                 | najwyższy kościół w Ameryce Południowej i na półkuli zachodniej                                                                 |         |
| 123,70 m | Kościół św. Olafa                              | 1519                  | Tallinn              | Estonia                  | w średniowieczu 159 m, najwyższy kościół w państwach bałtyckich, najwyższy kościół w dawnym Związku Radzieckim                  |         |
| 123,25 m | Kościół św. Piotra                             | 1746                  | Ryga                 | Łotwa                    | kiedyś znacznie wyższy, najwyższy kościół na Łotwie, zrekonstruowany w 1973                                                     |         |
| 123,00 m | Katedra Najświętszej Marii Panny               | 1521                  | Antwerpia            | Belgia                   | najwyższa wieża kościelna w Belgii                                                                                              |         |
| 123,00 m | Katedra w Salisbury                            | 1315                  | Salisbury            | Wielka Brytania          | najwyższa wieża kościelna w Anglii                                                                                              |         |
| 122,50 m | Sobór Pietropawłowski                          | 1733                  | Petersburg           | Rosja                    | najwyższa wieża cerkiewna w Rosji                                                                                               |         |
| 122,30 m | Kościół Najświętszej Marii Panny               | 1320                  | Brugia               | Belgia                   | |         |
| 119,48 m | Kościół przy Riverside                         | 1930                  | Nowy Jork            | Stany Zjednoczone        | najwyższa wieża kościelna w Stanach Zjednoczonych                                                                               |         |
| 118,70 m | Katedra św. Eryka                              | 1892                  | Uppsala              | Szwecja                  | najwyższa wieża kościelna w Szwecji                                                                                             |         |
| 117,50 m | Katedra w Schwerinie                           | 1892                  | Schwerin             | Niemcy                   | |         |
| 117,00 m | Kościół św. Piotra                             | 1577                  | Rostock              | Niemcy                   | |         |
| 116,70 m | Kościół św. Katarzyny                          | 1657                  | Hamburg              | Niemcy                   | |         |
| 116,00 m | Katedra we Fryburgu Bryzgowijskim              | 1330                  | Fryburg Bryzgowijski | Niemcy                   | |         |
| 116,00 m | Kościół św. Klary                              | 1886                  | Sztokholm            | Szwecja                  | |         |
| 115,18 m | Katedra w Chartres                             | 1513                  | Chartres             | Francja                  | południowa, romańska wieża mierzy 105,66 m                                                                                      |         |
| 115,00 m | Sagrada Família                                | budowa trwa           | Barcelona            | Hiszpania                | budowa trwa od 1883, ostatecznie najwyższa wieża ma mierzyć 172 m                                                               |         |
| 114,67 m | Katedra w Lubece                               | 1230                  | Lubeka               | Niemcy                   | |         |
| 114,50 m | Katedra Santa Maria del Fiore                  | 1436                  | Florencja            | Włochy                   | wysokość dotyczy kopuły |         |
| 114,35 m | Kościół św. Andrzeja                           | 1887                  | Hildesheim           | Niemcy                   | |         |
| 114,00 m | Katedra św. Krzyża                             |                       | Orlean               | Francja                  | wysokość dotyczy sygnaturki |         |
| 114,00 m | Kościół św. Michała                            |                       | Bordeaux             | Francja                  | wieża jest oddzielona od reszty kościoła                                                                                        |         |
| 113,20 m | Katedra w Mortegliano                          | 1959                  | Mortegliano          | Włochy                   | |         |
| 112,70 m | Katedra w Amiens                               | 1549                  | Amiens               | Francja                  | wysokość dotyczy sygnaturki |         |
| 112,32 m | Katedra w Utrechcie                            | 1382                  | Utrecht              | Holandia                 | nawa główna katedry została zniszczona podczas burzy w 1674, najwyższa wieża kościelna w Holandii                               |         |
| 112,04 m | Kościół św. Jakuba                             | 1334                  | Lubeka               | Niemcy                   | |         |
| 112,00 m | Katedra św. Piotra                             | 1894                  | Szlezwik             | Niemcy                   | |         |
| 111,70 m | Katedra Niepokalanego Poczęcia                 | 1999                  | La Plata             | Argentyna                | najwyższa wieża kościelna w Argentynie                                                                                          |         |
| 111,70 m | Katedra św. Pawła                              | 1711                  | Londyn               | Wielka Brytania          | wysokość dotyczy kopuły |         |
| 111,00 m | Katedra w Cremonie                             |                       | Cremona              | Włochy                   | |         |
| 110,18 m | Bazylika Archikatedralna św. Jakuba            | 2008                  | Szczecin             | Polska                   | wieża katedralna z 1892 została zbombardowana w 1944, mierzyła wtedy 119,8 m                                                    |         |
| 110,00 m | Katedra w Salamance                            |                       | Salamanka            | Hiszpania                | |         |
| 109,60 m | Kościół Serca Jezusowego                       | 1887                  | Graz                 | Austria                  | |         |
| 108,75 m | Nieuwe Kerk w Delfcie                          | 1510                  | Delft                | Holandia                 | |         |
| 108,71 m | Kościół św. Jana                               | 1372                  | Lüneburg             | Niemcy                   | |         |
| 108,22 m | Kościół św. Piotra                             | 1963                  | Lubeka               | Niemcy                   | |         |
| 107,00 m | Kościół św. Józefa                             | 1957                  | Hawr                 | Francja                  | |         |
| 107,00 m | Kościół franciszkanów                          | po 1992               | Mostar               | Bośnia i Hercegowina     | |         |
| 107,00 m | Katedra w Linköping                            | 1886                  | Linköping            | Szwecja                  | |         |
| 106,68 m | Katedra w Mediolanie                           | 1858                  | Mediolan             | Włochy                   | |         |
| 106,30 m | Bazylika Jasnogórska                           | 1906                  | Częstochowa          | Polska                   | 89-metrowa podstawa wieży pochodzi z 1714, a resztę dobudowano w 1906; wieża jest odchylona od pionu o 78 cm                    |         |
| 106,05 m | Bazylika w Lujan                               | 1937                  | Lujan                | Argentyna                | |         |
| 106,00 m | Sobór Zmartwychwstania Pańskiego               | 1833                  | Szuja                | Rosja                    | najwyższa wolnostojąca dzwonnica w Europie                                                                                      |         |
| 106,00 m | Bazylika Najświętszej Maryi Panny              | 1866                  | Boulogne-sur-Mer     | Francja                  | wysokość dotyczy kopuły |         |
| 106,00 m | Katedra w Alessandrii                          | 1922                  | Alessandria          | Włochy                   | |         |
| 106,00 m | Katedra w Manizales                            | 1939                  | Manizales            | Kolumbia                 | najwyższa wieża kościelna w Kolumbii                                                                                            |         |
| 105,16 m | Dôme des Invalides                             | 1676                  | Paryż                | Francja                  | |         |
| 105,00 m | Katedra w Zamora de Hidalgo                    | 2008                  | Zamora de Hidalgo    | Meksyk                   | najwyższe wieże kościelne w Meksyku                                                                                             |         |
| 105,00 m | Katedra w Zagrzebiu                            | 1899                  | Zagrzeb              | Chorwacja                | najwyższe wieże kościelne w Chorwacji                                                                                           |         |
| 105,00 m | Katedra w Ratyzbonie                           | 1856                  | Ratyzbona            | Niemcy                   | |         |
| 105,00 m | Kościół św. Piotra                             | 1981                  | Dortmund             | Niemcy                   | odbudowany w pierwotnym kształcie po zniszczeniach II wojny światowej; zakończenie odbudowy: 1981-11-17                         |         |
| 105,00 m | Katedra św. Patryka w Melbourne                | 1937                  | Melbourne            | Australia                | najwyższa wieża kościelna w Australii                                                                                           |         |
| 105,00 m | Kościół św. Mikołaja                           | 1696                  | Tallinn              | Estonia                  | |         |
| 104,70 m | Katedra św. Katarzyny                          | 1546                  | Hoogstraten          | Belgia                   | |         |
| 104,65 m | Kościół św. Rajnolda                           | 1520                  | Dortmund             | Niemcy                   | w latach 1520–1661 mierzył 119 m                                                                                                |         |
| 104,00 m | Archikatedra św. Stanisława Kostki             | 1912                  | Łódź                 | Polska                   | |         |
| 104,00 m | Kościół Mariacki                               | 1478                  | Stralsund            | Niemcy                   | w latach 1647–1708 wieża mierzyła 151,5 m                                                                                       |         |
| 104,00 m | Katedra Świętego Maurycego i Świętej Katarzyny | 1520                  | Magdeburg            | Niemcy                   | |         |
| 103,00 m | Kościół św. Mikołaja                           | ok. 1350              | Stralsund            | Niemcy                   | |         |
| 103,00 m | Sobór Chrystusa Zbawiciela                     | 2000                  | Moskwa               | Rosja                    | odbudowana, katedra zbudowana została w 1883, w 1931 została zniszczona, najwyższa cerkiew na świecie                           |         |
| 103,00 m | Katedra św. Stanisława i św. Wacława           | 1565                  | Świdnica             | Polska                   | największy kościół na terenie Dolnego Śląska z najwyższą wieżą na Śląsku                                                        |         |
| 103,00 m | Kościół św. Katarzyny                          | XIV wiek              | Osnabrück            | Niemcy                   | |         |
| 102,63 m | Kościół Mariacki                               | 1854                  | Chojna               | Polska                   | |         |
| 102,50 m | St.-Antonius-Basilika                          | 1905                  | Rheine               | Niemcy                   | |         |
| 102,26 m | Katedra św. Bartłomieja                        | 1837                  | Pilzno               | Czechy                   | najwyższa wieża kościelna w Czechach                                                                                            |         |
| 102,00 m | Katedra św. Marcina                            | 1930                  | Ieper                | Belgia                   | katedra zbudowana w latach 1561–1801; po zniszczeniach I wojny światowej odbudowana w 1930 roku według oryginalnych planów      |         |
| 101,88 m | Sobór św. Izaaka                               | 1858                  | Petersburg           | Rosja                    | wysokość dotyczy kopuły |         |
| 101,00 m | Kościół Wniebowzięcia NMP w Bielawie           | 1876                  | Bielawa              | Polska                   | |         |
| 101,00 m | Katedra sw. Zofii w Lendinara                  | 1857                  | Lendinara            | Włochy                   | |         |
| 100,90 m | Katedra w Liverpoolu                           | 1942                  | Liverpool            | Wielka Brytania          | |         |
| 100,65 m | Katedra św. Wacława w Ołomuńcu                 | 1883–1892             | Ołomuniec            | Czechy                   | |         |
| 100,50 m | Katedra św. Patryka w Nowym Jorku              | 1901                  | Nowy Jork            | Stany Zjednoczone        | najwyższy katolicki kościół w Stanach Zjednoczonych                                                                             |         |
| 100,28 m | Bazylika Niepokalanego Poczęcia                | 1959                  | Waszyngton           | Stany Zjednoczone        | |         |
| 100,00 m | Bazylika w Ostrzyhomiu                         | 1822                  | Ostrzyhom            | Węgry                    | najwyższy kościół na Węgrzech                                                                                                   |         |
| 100,00 m | Katedra w Bernie                               | 1893                  | Berno                | Szwajcaria               | najwyższa wieża kościelna w Szwajcarii                                                                                          |         |
| 100,00 m | Katedra św. Wincentego                         | 1883                  | Eeklo                | Belgia                   | |         |
| 100,00 m | Bazylika Niepokalanego Poczęcia                | 1955–1984             | Aparecida            | Brazylia                 | wieża kościelna pełni również rolę biurowca administracyjnego                                                                   |         |
| 100,00 m | Kościół Pamięci                                | 1904                  | Spira                | Niemcy                   | |         |
| 100,00 m | Kościół św. Ludgera                            | 1892–1898             | Billerbeck           | Niemcy                   | |         |